# The Great Scenic Railway
The Great Scenic Railway sont des montagnes russes en bois à friction latérale du parc Luna Park, situé dans la Baie de Port Phillip, à St Kilda, dans l'État de Victoria, au sud de Melbourne, en Australie. Ce sont les plus vieilles montagnes russes à avoir fonctionné sans interruption depuis leur ouverture en 1912. Leap The Dips de Lakemont Park (ouvertes en 1902) ayant été fermées de 1986 à 1998.

## Galerie

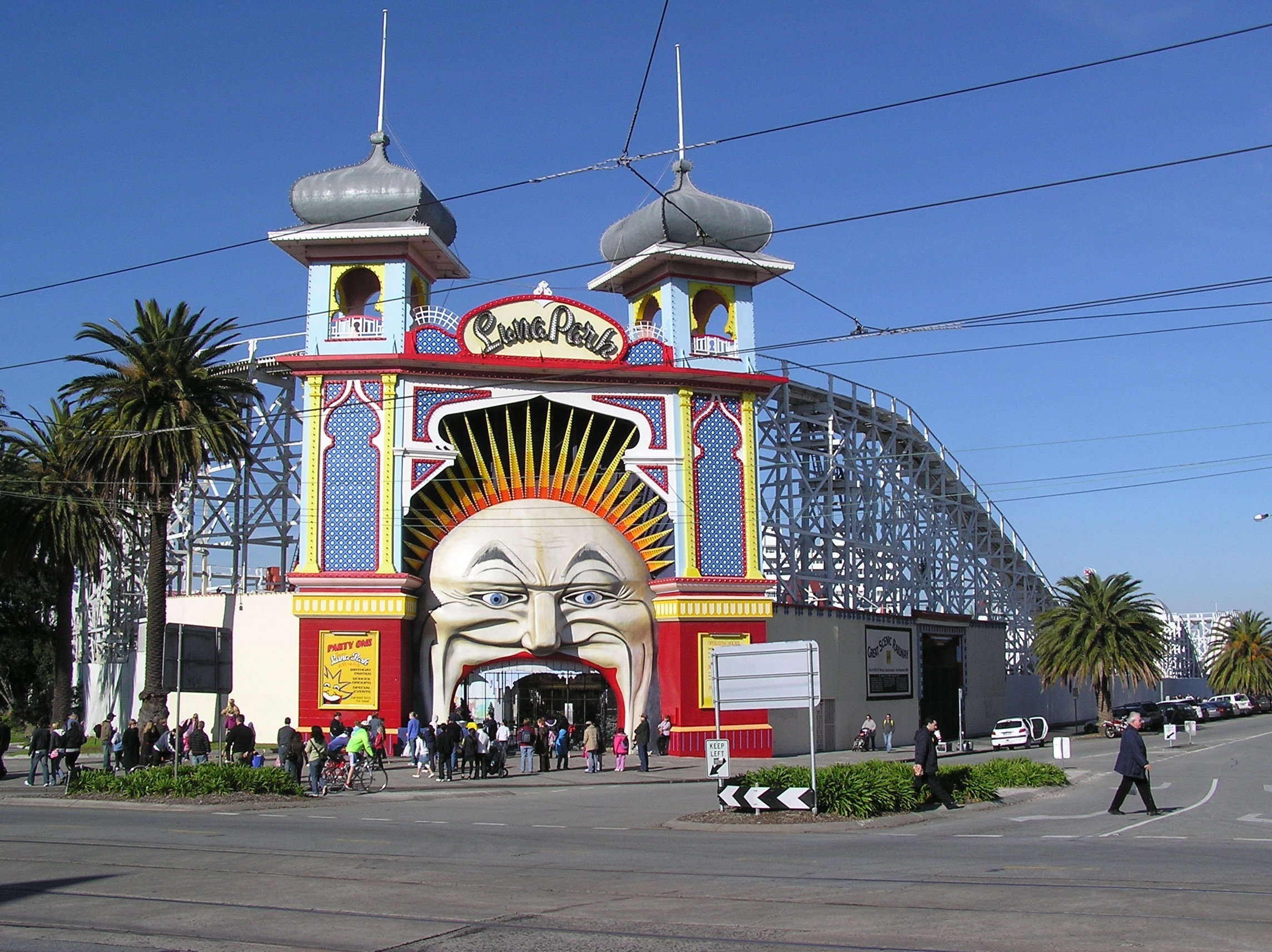
L'entrée du parc, les montagnes russes passent en hauteur.
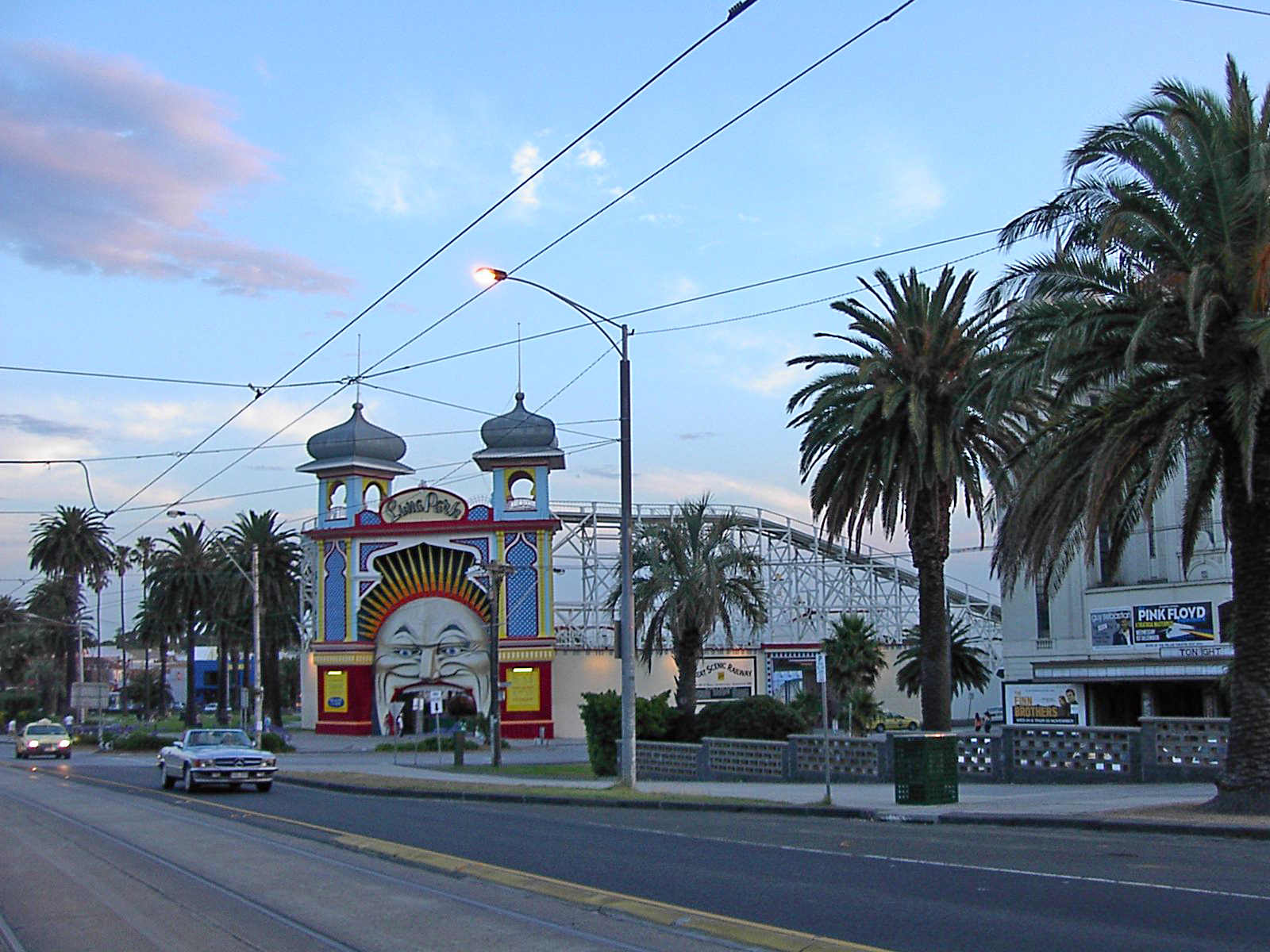
L'entrée.
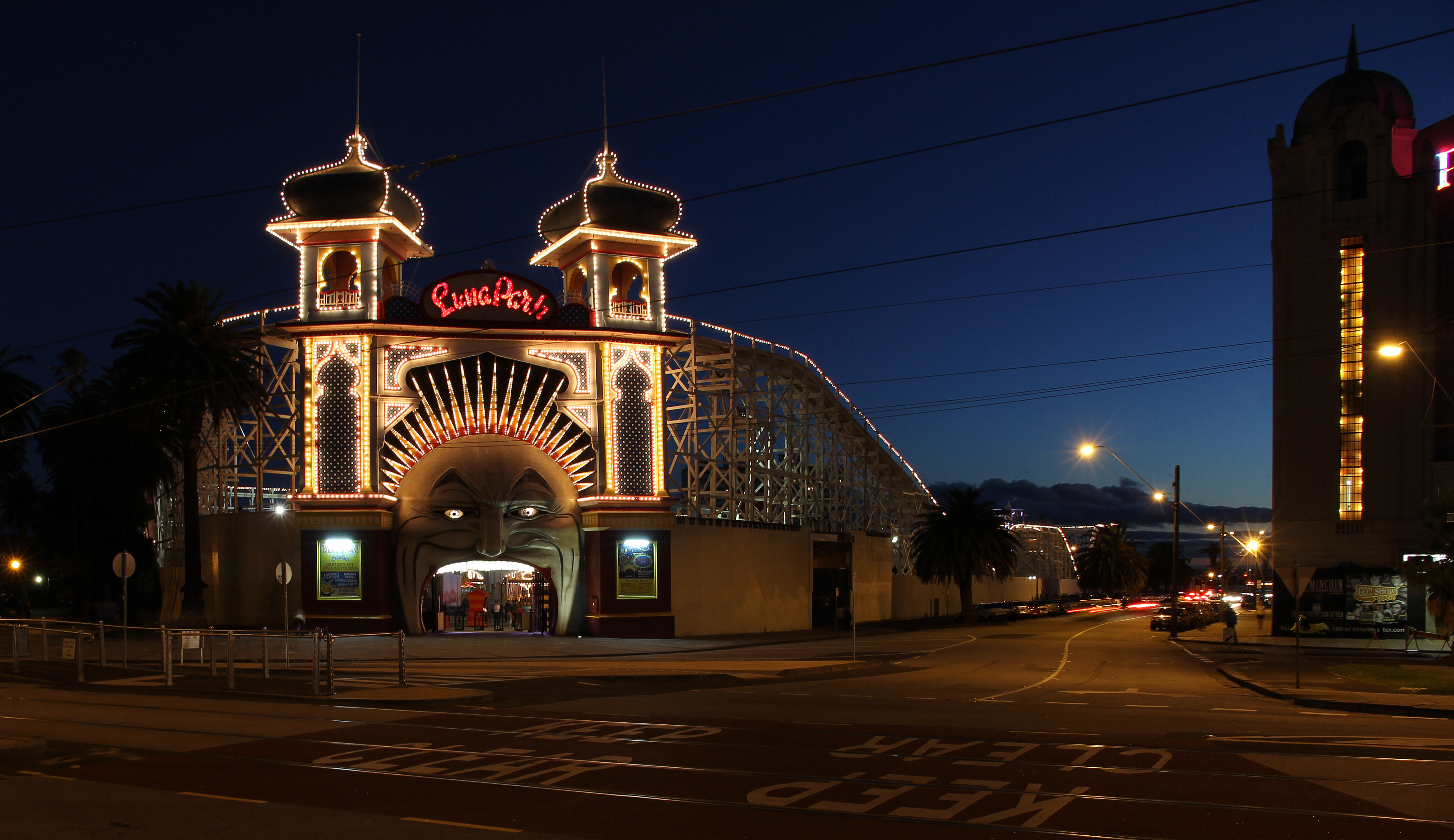
L'entrée du parc.